# Monk in Pieces
Monk in Pieces ist ein Dokumentarfilm von Billy Shebar über die US-amerikanische Komponistin, Sängerin, Choreografin und Multimedia-Künstlerin Meredith Monk. Durch Archivmaterial, Interviews und Live-Mitschnitte wird ein umfassender Einblick in das Leben und Schaffen von Meredith Monk gegeben, deren Werk die Avantgarde-Kunst des 20. und 21. Jahrhunderts maßgeblich geprägt hat. Die Weltpremiere des Films erfolgte während der 75. Berlinale.

## Handlung
Seit den 1960er Jahren verbindet Meredith Monk Musik, Tanz, Theater und Film zu einzigartigen Kunstwerken. Während Monk an ihrem aktuellen Werk Indra's Net arbeitet, blickt sie auf ihre siebzigjährige Schaffenszeit zurück und beschäftigt sich mit ihrer Sterblichkeit: „Kann ein so einzigartiges Werk ohne sie aufgeführt werden?“

## Produktion und Hindergründe

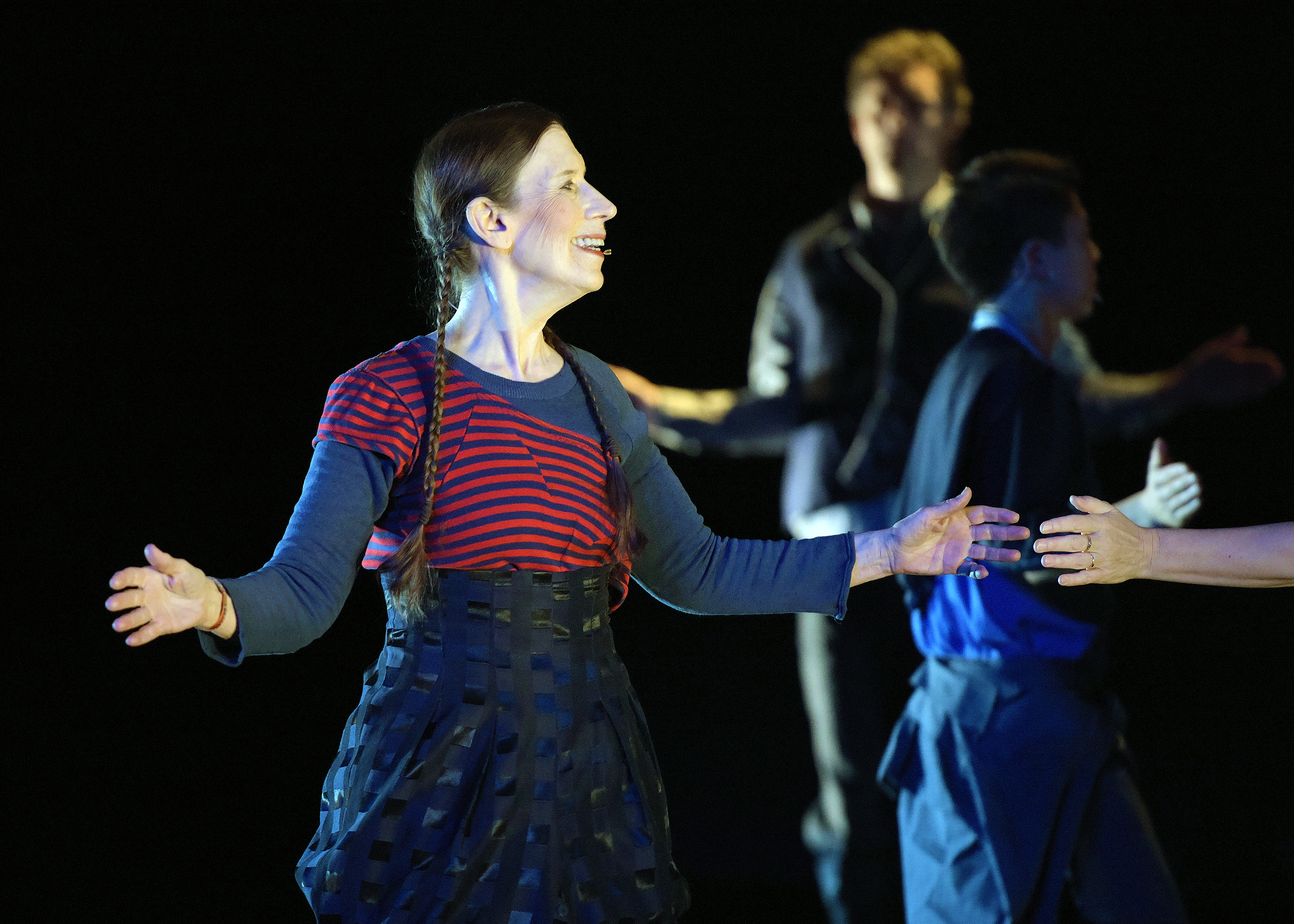
Meredith Monk – On Behalf of Nature – Brooklyn Academy of Music

Monk in Pieces ist ein Dokumentarfilm aus dem Jahr 2025, inszeniert von David C. Roberts und Billy Shebar. Der Film umfasst umfangreiches Archivmaterial, Interviews sowie Live-Mitschnitte von Meredith Monks Performances. Die Weltpremiere des Films fand auf der 75. Berlinale statt.
Zu den Interviewpartnern gehören unter anderem die Musikerinnen und Musiker wie Björk und David Byrne, die Monks Einfluss auf die zeitgenössische Musik und Kunstszene reflektieren.
Der Regisseur Billy Shebar beschreibt den Entstehungsprozess des Films: „Vor drei Jahren öffnete Monk mir und meinem Filmteam die Türen des Lofts in Tribeca, in dem sie seit 1972 arbeitet, und erlaubte uns, den Rhythmus ihres täglichen Lebens und die Entstehung ihres neuesten Werks, Indra's Net, festzuhalten. Sie gewährte mir auch Zugang zu einem umfangreichen Archiv mit Filmen, Fotos und Notizbüchern, das tiefe Einblicke in ihre Entwicklung als Künstlerin gewährte. Anstatt zu versuchen, ein umfassendes Biopic zu erstellen, habe ich ein Mosaik erstellt, das die Struktur von Monks eigenem Werk widerspiegelt. Jedes Kapitel ist durch ein einzelnes Monk-Lied verankert und bietet einen einzigartigen Einblick in ihr Lebenswerk.“